# Ådala
Ådala är en småort i Linderås socken i Tranås kommun i Jönköpings län.

## Befolkningsutveckling
| Befolkningsutvecklingen i Ådala 1990–2015       | Befolkningsutvecklingen i Ådala 1990–2015 | Befolkningsutvecklingen i Ådala 1990–2015 | Befolkningsutvecklingen i Ådala 1990–2015 | Befolkningsutvecklingen i Ådala 1990–2015 |
| ----------------------------------------------- | ----------------------------------------- | ----------------------------------------- | ----------------------------------------- | ----------------------------------------- |
|                                                 |                                           |                                           |                                           |                                           |
| År                                              |                                           |                                           | Folkmängd                                 | Areal (ha)                                |
| 1990                                            | 1990                                      |                                           | 81                                        | 7#                                        |
| 1995                                            | 1995                                      |                                           | 78                                        | 10#                                       |
| 2000                                            | 2000                                      |                                           | 68                                        | 10#                                       |
| 2005                                            | 2005                                      |                                           | 69                                        | 9#                                        |
| 2010                                            | 2010                                      |                                           | 61                                        | 9#                                        |
| 2015                                            | 2015                                      |                                           | 100                                       | 25#                                       |
| Anm.: 1990 och 1995 som Tranås:1. # Som småort. |                                           |                                           |                                           |                                           |

På grund av förändrat dataunderlag hos Statistiska centralbyrån så är småortsavgränsningarna 1990 och 1995 inte jämförbara. Befolkningen den 31 december 1990 var 83 invånare inom det område som småorten omfattade 1995.